# Françoise Arnoul
Françoise Arnoul, nascida Françoise Annette Marie Mathilde Gautsch (Constantine, Argélia, 3 de junho de 1931 – Paris, França, 20 de julho de 2021), foi uma atriz francesa.